# Naaman Belkind
Naaman Belkind (נעמן בלקינד) (Gedera, 1889 – Damasco, 16 dicembre 1917) è stato un agente segreto ottomano.
Naaman Belkind fu membro dell'organizzazione Nili e fondatore del movimento Bilu.
Nacque e crebbe nella città di Gedera. Dopo essersi stabilito a Rishon LeZion, dove lavorò nell'industria enologica della città, con suo cugino Avshalom Feinberg e suo fratello Eytan, Belkind si unì ai ranghi del Nili venendo creato nel 1915 con lo scopo di aiutare gli inglesi nella loro lotta contro gli ottomani.
Malgrado la resistenza dell'organizzazione Yishuv, il gruppo Nili continuò le sue attività.
Nel settembre del 1917 partì per l'Egitto per indagare sulle circostanze della morte di Avshalom Feinberg di qualche tempo prima. Intercettato dai beduini del Sinai, fu consegnato alle autorità turche che lo deportarono a Damasco.
Accusato di spionaggio, Naaman Belkind fu impiccato a Damasco il 16 dicembre 1917 con Yosef Lishansky.
Il suo corpo fu rimpatriato in Palestina e oggi Naaman Belkind riposa nel cimitero di Rishon LeZion in terra di Israele.